# Kamjani Potoky
Kamjani Potoky (ukrainisch Кам'яні Потоки; russisch Каменные Потоки Kamennyje Potoki) ist ein Dorf im Süden der ukrainischen Oblast Poltawa mit 3660 Einwohnern (2001).
Das Dorf liegt am Südufer des Dneprs am Fuße der Dejiwker Berge (Деївська гора), einem Höhenzug im Dneprhochland an der Fernstraße N 08 14 km südöstlich von Krementschuk.

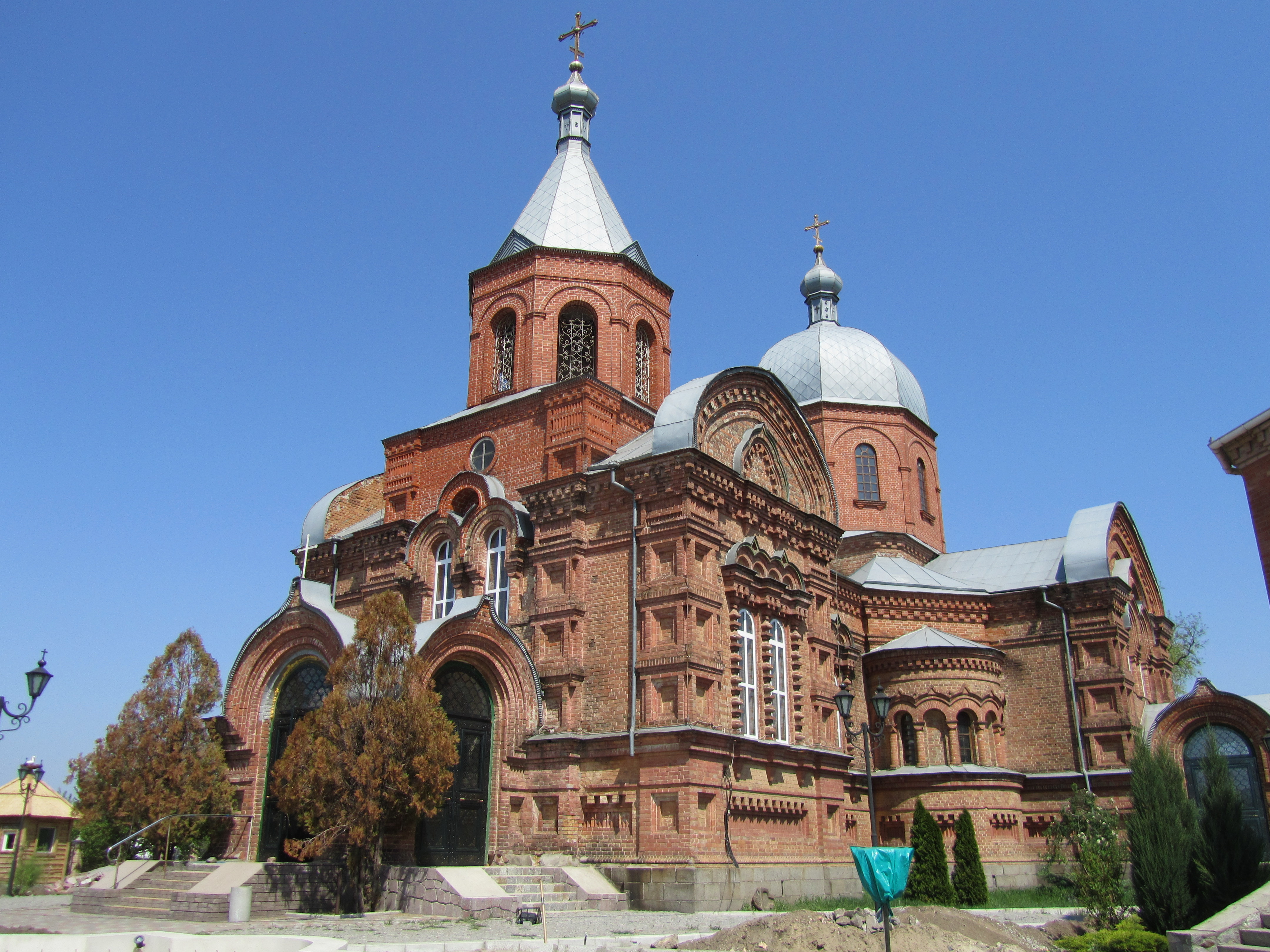
Orthodoxe Kirche in Kamjani Potoky

Das Dorf wurde 1646 erstmals erwähnt und war mit Unterbrechung zwischen 1754 und 1764 Teil von Slawenoserbien.

## Verwaltungsgliederung
Am 8. November 2019 wurde das Dorf zum Zentrum der neugegründeten Landgemeinde Kamjani Potoky (Кам'янопотоківська сільська громада/Kamjanopotokiwska silska hromada). Zu dieser zählen auch die 10 in der untenstehenden Tabelle aufgelisteten Dörfer, bis dahin bildete es zusammen mit den Dörfern Rojowe, Sadky und Tschykaliwka die gleichnamige Landratsgemeinde Kamjani Potoky (Кам'янопотоківська сільська рада/Kamjanopotokiwska silska rada) im Süden des Rajons Krementschuk.
Folgende Orte sind neben dem Hauptort Kamjani Potoky Teil der Gemeinde:
| Name                     | Name              | Name                                |
| ukrainisch transkribiert | ukrainisch        | russisch                            |
| ------------------------ | ----------------- | ----------------------------------- |
| Bilezkiwka               | Білецьківка       | Белецковка (Belezkowka)             |
| Burty                    | Бурти             | Бурты                               |
| Malamiwka                | Маламівка         | Маламовка (Malamowka)               |
| Nowoseliwka              | Новоселівка       | Новосёловка (Nowosjolowka)          |
| Pidhirne                 | Підгірне          | Подгорное (Podgornoje)              |
| Rojowe                   | Ройове            | Роево (Rojewo)                      |
| Sadky                    | Садки             | Садки (Sadki)                       |
| Stara Bilezkiwka         | Стара Білецьківка | Старая Белецкая (Staraja Belezkaja) |
| Tschetschelewe           | Чечелеве          | Чечелево (Tschetschelewo)           |
| Tschykaliwka             | Чикалівка         | Чикаловка (Tschikalowka)            |